# Биети (монастырь)
Монастырь Биети (груз. ბიეთის მონასტერი) — полуразрушенный средневековый грузинский православный монастырь, расположенный в историческом регионе Шида-Картли, неподалёку от села Биети. В настоящее время находится на территории частично признанной  Южной Осетии. В плане он представляет собой зальный храм и частично высечен в скале. В 2007 году церковь была включена в список недвижимых культурных памятников национального значения Грузии. Есть ещё одна средневековая грузинская церковь, известная как Биети, расположенная в крае Самцхе-Джавахети на юге Грузии.
Монастырь расположен на лесистой скале в среднем течении реки Меджуда, притоке Большой Лиахви. На основании архитектурных особенностей и палеографии церковной надписи, строение датируют IX веком. В исторической литературе он впервые упоминается князем Вахушти в его «Географии Грузии» 1745 года как действующий монастырь, в которым управляет настоятель. Монастырь упоминается и в материалах востоковеда Мария Броссе в середине XIX века: тогда вокруг него находилось кладбище, развалины жилых помещений, а местные жители называли его «монастырём азнавуров Канчавели».
Монастырь Биети является полупещерным зальным храмом с апсидой. Он построен из известняка и булыжника и облицован плитами песчаника. Северная часть церкви врезана в прилегающую скалу в два яруса. Длинная, узкая и ныне повреждённая пристройка на юге сооружена одновременно с церковью, в то время как широкий зал на южной оконечности является постройкой позднего средневековья. Рядом находятся кельи монахов и трапезная. На восточном фасаде была надпись средневековым грузинским шрифтом асомтаврули, посвященная памяти Иоанна, сына Бакура Канчаели, «господина и патрона сей святой церкви». На другой надписи, выгравированной на небольшом камне рядом с резным крестом, упоминаются Ваче и Бешкен, вероятно, члены той же семьи Канчаели. Обе надписи были в 1912 году доставлены на хранение в Тбилиси, где они находятся и поныне в Грузинском национальном музее.